# Humbe tenuicornis
Humbe tenuicornis är en insektsart som först beskrevs av Hermann Rudolph Schaum 1853.  Humbe tenuicornis ingår i släktet Humbe och familjen gräshoppor. Inga underarter finns listade i Catalogue of Life.